# Martin Plâa
Martin Plâa, né le 12 mars 1901 à Bidart et mort le 29 mars 1978 à Paris d'une crise cardiaque, est un joueur, entraîneur et professeur de tennis français.

## Biographie
Martin Plâa est vainqueur du Championnat de France des professeurs en 1931, puis sacré champion du monde de tennis professionnel à Berlin en 1932 après ses victoires sur Bill Tilden, Hans Nüsslein et Albert Burke.
Il a notamment été l'entraîneur de l'équipe de France de Coupe Davis de 1928 à 1933 pendant la période des Quatre Mousquetaires.
En décembre 1929, il fonde l’Association Française des Professeurs et Professionnels de Tennis.
Dans les années 1930, il enseigne au Tennis Mirabeau dont les courts couverts étaient situés rue de Rémusat.
La promotion 2012 de la Confédération Nationale des Educateurs sportifs (CNES) porte son nom.

## Décoration
- Commandeur de l'ordre du Mérite sportif (1960)[4]

## Palmarès
- German Pro Championships : vainqueur en 1930
- World Pro Championship : vainqueur en 1932
- Coupe Bristol : finaliste en 1932
- Championnat de France Pro : vainqueur en 1931, finaliste en 1932 et 1934, demi-finaliste en 1933, 1935, 1936 et 1938
- Bonnardel Cup : finaliste en 1936 avec Henri Cochet et Robert Ramillon

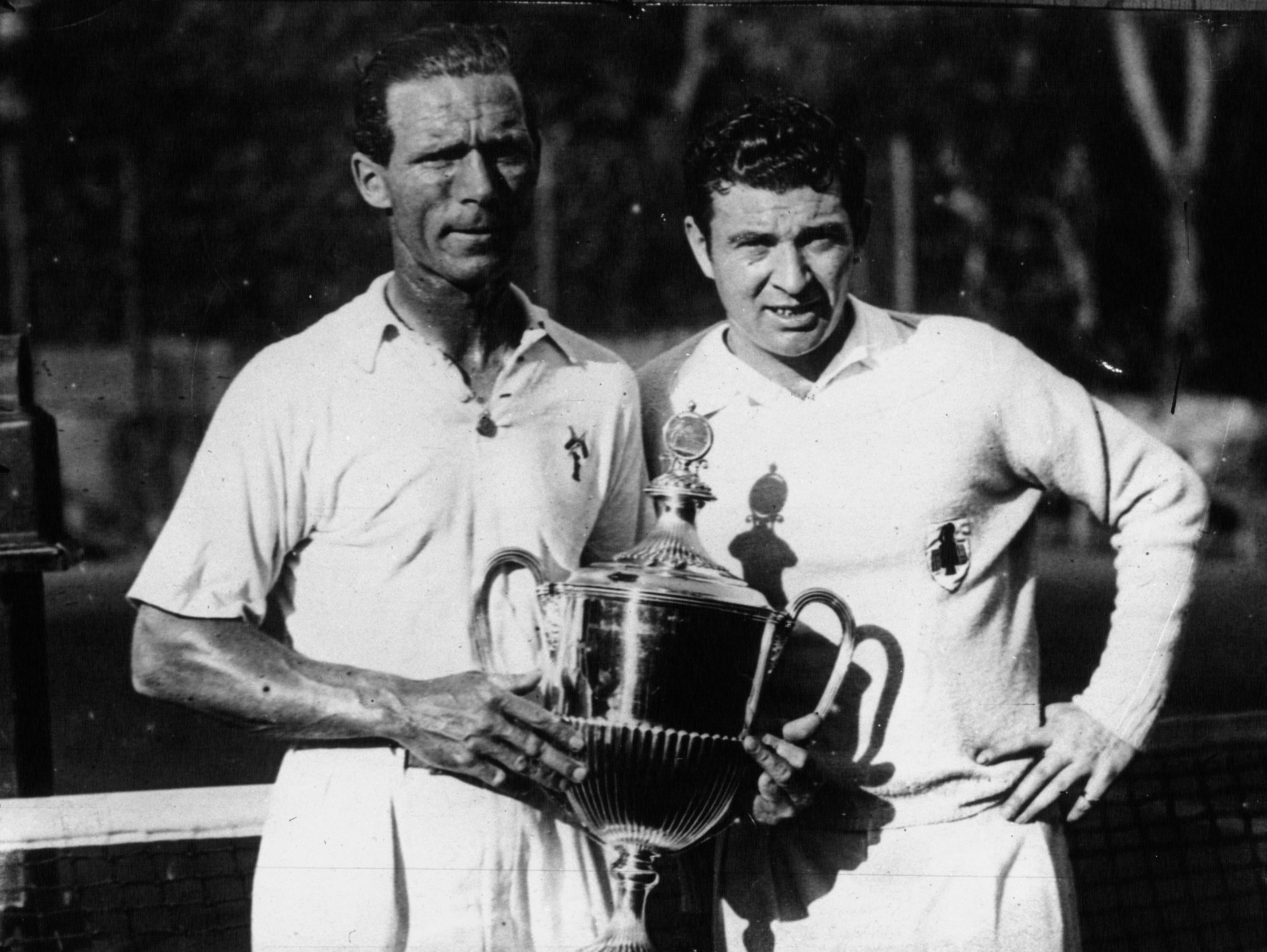
Martin Plaa (à droite) avec Karel Koželuh lors de la Coupe Bristol à Beaulieu en 1932.

## Ouvrage
- Seize leçons de tennis, préface de Cochet, Lacoste, Brugnon, Borotra, Helen Wills...